# Estados Federados Malaios
Os Estados Federados Malaios (EFM) foram uma federação de quatro estados na Península Malaia - Selangor, Perak, Negeri Sembilan e Pahang - estabelecida pelo governo Britânico em 1895, e que durou até 1946, quando a Federação juntamente com as Colónias dos Estreitos e com os Estados Malaios Não-Federados formaram a União Malaia. Dois anos mais tarde, a União tornou-se a Federação Malaia e finalmente a Malásia em 1963 com a inclusão de Sabah (na altura Bornéu do Norte), Sarawak e Singapura.